# Challenger de Quimper 2015
El torneo Open BNP Paribas Banque de Bretagne 2015, fue un torneo profesional de tenis. Perteneció al ATP Challenger Tour 2015. Se disputó su 5.ª edición sobre superficie dura, en Quimper, Francia entre el 2 y el 8 de marzo de 2015.

## Jugadores participantes del cuadro de individuales
| Favorito | País                    | Jugador           | Rank1 | Posición en el torneo |
| -------- | ----------------------- | ----------------- | ----- | --------------------- |
| 1        | Bandera de Uzbekistán   | Farrukh Dustov    | 98    | Semifinales           |
| 2        | Bandera de Francia      | Kenny de Schepper | 103   | Segunda ronda         |
| 3        | Bandera de Alemania     | Andreas Beck      | 114   | Segunda ronda         |
| 4        | Bandera de Francia      | Benoît Paire      | 118   | CAMPEÓN               |
| 5        | Bandera de Ucrania      | Illya Marchenko   | 124   | Cuartos de final      |
| 6        | Bandera de Estonia      | Jürgen Zopp       | 157   | Primera ronda         |
| 7        | Bandera del Reino Unido | Liam Broady       | 181   | Baja                  |
| 8        | Bandera de Italia       | Matteo Viola      | 193   | Primera ronda         |

- 1 Se ha tomado en cuenta el ranking del 23 de febrero de 2015.

### Otros participantes
Los siguientes jugadores recibieron una invitación (wild card), por lo tanto ingresan directamente al cuadro principal (WC):
- Grégoire Barrère
- Kenny de Schepper
- Maxime Teixeira
- Martin Vaïsse

Los siguientes jugadores ingresan al cuadro principal tras disputar el cuadro clasificatorio (Q):
- Teri Groll
- Edward Corrie
- Calvin Hemery
- Daniel Brands

## Campeones

### Individual Masculino
- Benoît Paire derrotó en la final a  Grégoire Barrère, 6–4, 3–6, 6–4

### Dobles Masculino
- Flavio Cipolla /  Dominik Meffert derrotaron en la final a  Martin Emmrich /  Andreas Siljeström, 3–6, 7–6(7–5), [10–8]